# Neptunalia Dorsa
I Neptunalia Dorsa sono una struttura geologica della superficie di 4 Vesta.